# Burgstall Steinberg (Viechtach)
Der Burgstall Steinberg liegt 1150 m nordnordwestlich von Blossersberg, einem Gemeindeteil der niederbayerischen Stadt Viechtach im Landkreis Regen bzw. 1500 m nordöstlich von Viechtach. Die Anlage wird als Bodendenkmal unter der Aktennummer D-2-6943-0009 im Bayernatlas als „ebenerdiger Ansitz des Mittelalters“ geführt.

## Beschreibung
Der ehemalige mittelalterliche ebenerdige Ansitz liegt auf einem Sporn auf der Nordseite eines Flussknies des Schwarzen Regens. Durch einen Halsgraben wird das Burgareal vom Hinterland abgetrennt. Das Burgareal auf der Spornspitze umfasst ca. 100 × 100 Meter, vorhandene Bodenstrukturen deuten auf eine ehemalige Bebauung hin, eine deutliche Mulde eventuell auf einen abgerissenen früheren Turm. Durch den Graben führt ein von Osten auf halber Höhe des Uferhangs kommender alter Weg um den Burgstall herum nach unten zum Fluss. Der Burgstall liegt am Fernwanderweg „Baierweg“ und ist das ganze Jahr über frei zugänglich.

## Geschichte
Dieser Sitz diente zur Kontrolle des Weges auf der Nordseite des Schwarzen Regens und einer Furt, die unterhalb der Anlage den Schwarzen Regen querte. Für deren Überquerung mit Handelswaren wurde vermutlich Zoll verlangt.
Blossersberg war ab dem 12. Jahrhundert Ministerialensitz der Regensburger Domvögte. Um 1120 tritt ein „Heinricus de Plassansperch“ als Zeuge für das Kloster Oberaltaich auf; 1187 sind „Ramunc et Friderich de Blassenberch“ urkundlich gesichert. Diese standen wie auch der im dritten Viertel des 12. Jahrhunderts genannte „Albertus de Plassansperch“ bereits im Dienste der Bogener Grafen, die nach dem Erlöschen der domvogtischen Linie 1148 die meisten Ministerialen übernommen hatten. Ob die Burg ist bereits unter den Regensburger Domvögten oder erst unter den Grafen von Bogen errichtet wurde, ist ungewiss. Nach dem Aussterben der Grafenfamilie ging die Burg 1242 an die Wittelsbacher über, und so wird Blossersberg bereits in den ältesten herzoglichen Urbaren von 1301/07 als „Plassensberg“ genannt. Am 12. April 1373 wird Stein mit dem Burgstall von Hanns Nußberger zu Neunußberg erworben. Der Sitz wird 1373 bereits als Burgstall bezeichnet, war damals schon abgegangen.